# Professora Bebel
Maria Izabel Azevedo Noronha (Piracicaba, 1 de maio de 1960), mais conhecida como Professora Bebel, é uma professora, sindicalista e política brasileira, filiada ao Partido dos Trabalhadores (PT). 
Atualmente exerce o cargo de deputada estadual pelo estado de São Paulo.

## Biografia

### Primeiros anos e formação acadêmica
Maria Izabel nasceu dia 1º de maio de 1960, na cidade de Piracicaba, no interior de São Paulo. Bebel trabalhou como empregada doméstica, durante sua juventude para pagar sua faculdade no curso de Letras na Universidade Metodista de Piracicaba (Unimep). Também fez mestrado pela mesma universidade em Administração Educacional.

### Atuação
Ao começar exercer o cargo de Professora de Língua portuguesa, e começou a atuar nos sindicatos de professores. Elegeu-se presidente do Sindicato dos Professores do Ensino Oficial do Estado de São Paulo (APEOESP), pela primeira vez em 1999, voltando a ocupar o cargo em 2008, 2011, 2014 e 2017 totalizando cinco mandatos.
Em suas gestões foi forte oponente do Partido da Social Democracia Brasileira (PSDB), organizando greves por reajuste salarial em 2000 no governo de Mário Covas e em 2013 pela abertura de concursos públicos na gestão de Geraldo Alckmin. Em manifestação de 2010, Bebel disse: “estamos aqui para quebrar a espinha dorsal desse partido e desse governador" em referência à José Serra.

## Política
Filiada ao Partido dos Trabalhadores (PT), desde 1989, Bebel foi eleita Deputada estadual de São Paulo com 87.169 votos nas eleições de 2018. Em 2022, foi reeleita com 155.983 votos.

### Desempenho eleitoral
| Ano  | Cargo                          | Votos   | Resultado | Ref.  |
| ---- | ------------------------------ | ------- | --------- | ----- |
| 2018 | Deputada estadual de São Paulo | 87.169  | Eleita    | [ 7 ] |
| 2022 | Deputada estadual de São Paulo | 155.983 | Eleita    | [ 8 ] |